# Hannes (artist)
Hannes, egentligen Hannes Jonsson, född 1993, är en svensk musiker, artist och låtskrivare.
Hannes Jonsson är bördig från Aneby i Småland och musikintresset föddes när han följde med sin far till Aneby jazzklubb. När han var tio år började han spela bas på Kulturskolan. Han studerade sedan på Skurups folkhögskola och spelade då kontrabas i Ellen Andersson Quartet. Som medlem i gruppen vann han pris på Sveriges Radio P2:s gala Jazzkatten. Innan han började släppa sin egen musik livnärde Jonsson sig som frilansmusiker.
Jonsson har släppt egen musik sedan 2017 och gör ett slags gitarrbaserad pop blandad med hiphop. Han har gästat Seinabo Sey på scen och även på låten "Rom-Com".
Det var med sin EP "When The City Sleeps" som släpptes 2021 han började få ett brett genombrott. All musik från Hannes är medförfattad och producerad av Marcus White. Jonsson har uttryckt att han egentligen ser "Hannes" som en duo, tillsammans med White, snarare än ett soloprojekt.
Hannes har vunnit Manifestgalans musikvideopris för låten "I Feel It" 2021. Han har även nominerats i årets liveartist och årets video i Manifestgalan 2023. Låten "Stockholmsvy", som han framför tillsammans med Waterbaby, nominerades som årets låt på P3 Guld 2022. Samma låt uppträdde han med på Grammisgalan 2022. Stockholmsvy utsågs även till Årets låt vid Musikförläggarnas pris 2023.

## Diskografi
- 2017 – I Went To The Jungle (singel)
- 2017 – Better Days (singel)
- 2018 – My Shine Is A Fade (singel)
- 2019 – Fill Me Up (singel)
- 2019 – Summer 3000 (EP)
- 2021 – When The City Sleeps (EP)
- 2022 – Stockholmsvy med waterbaby (singel)
- 2022 – I'm Coming Home (singel)
- 2025 – Friends (singel)